# GRB 970508

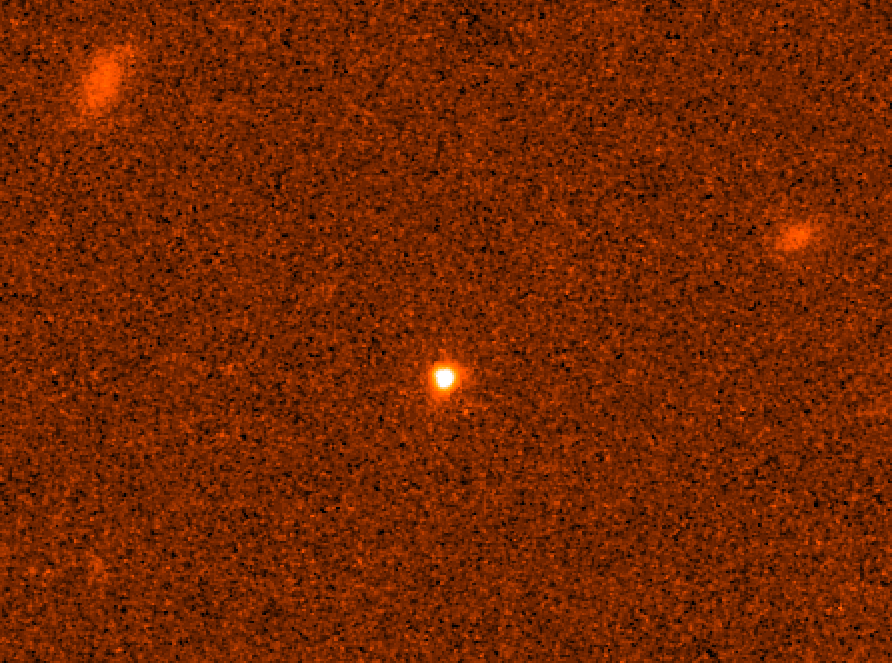
Luminescência visível de GRB 970508 observada um mês depois da detecção da erupção.

GRB 970508 foi uma erupção de raios gama detectada a 8 de maio de 1997 às 21:42 UTC. Uma erupção de raios gama (GRB nas suas siglas em inglês) é um lampejo de grande luminosidade, associado a uma explosão numa galáxia afastada, com produção de raios gama, a forma mais energética da radiação eletromagnética. Frequentemente são seguidos por uma duradoura luminescência residual de radiação a comprimentos de onda maiores (raios X, radiação ultravioleta, luz visível, radiação infravermelha e radiofrequência).
Foi detectado pelo monitor de erupções de raios gama do satélite de astronomia de raios X BeppoSAX, fruto da colaboração entre os Países Baixos e a Itália. O astrônomo Mark Metzger determinou que GRB 970508 ocorreu a mais de 6 mil milhões de anos luz da Terra, sendo o primeiro GRB do qual se pôde determinar a distância.
Até este erupção, os astrônomos não chegaram a um consenso sobre a distância da Terra à que ocorrem os GRB. Alguns postulavam que ocorriam dentro da Via Láctea, mas não eram observáveis no espectro visível pela sua baixa energia. Outros defendiam que ocorriam em outras galáxias, a distâncias astronômicas e que eram extremamente energéticos. Embora a possibilidade de que existam vários tipos de erupções de raios gama não tornava ambas as teorias mutuamente excludentes, a medição da distância de GRB 970508 situou inequivocamente a fonte dos GRB fora da nossa galáxia, dando por finalizado o debate.
GRB 970508 foi também a primeira erupção  da qual se observou emissão posterior de radiofrequência. Mediante a análise da intensidade flutuante dos sinais do rádio, o astrônomo Dale Frail calculou que a fonte da radiação se expandira a uma velocidade próxima à da luz, prova concludente de que as erupções de raios gama são explosões de tipo relativista.

## Descobrimento

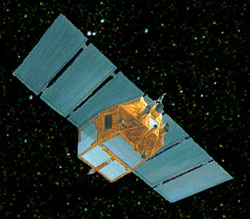
Representação artística do BeppoSAX em órbita.

As erupções de raios gama (GRB), lampejos de grande luminosidade com produção de raios gama, a forma mais energética da radiação eletromagnética, foram detectadas pela primeira vez em 1967 pelos satélites Vela, desenhados para a detecção de explosões nucleares no espaço. Frequentemente são seguidos por uma luminescência de maior duração de radiação a comprimentos de onda maiores e menor energia. A primeira vez que foi detectada radiação de raios X procedente da luminescência residual de um GRB, foi graças ao satélite artificial ítalo-holandês BeppoSAX, dedicado especificamente à astronomia de raios X.
Em 8 de maio de 1997, o observatório de raios gama do BeppoSAX registrou uma erupção  de raios gama de cerca de 15 segundos. Foi também detectada pela sonda robótica Ulysses, destinada ao estudo do Sol, e pelo  Burst and Transient Source Experiment  (BATSE) alojado no observatório de raios gama Compton. Também foi registrado pelo campo visual de uma das câmaras de raios X do BeppoSAX. Às poucas horas, a equipa responsável de BeppoSAX localizou a origem da erupção  numa pequena área em redor da posição real com um erro de medição de aproximadamente 10 minutos de arco, a medição mais exata por enquanto.

## Observações

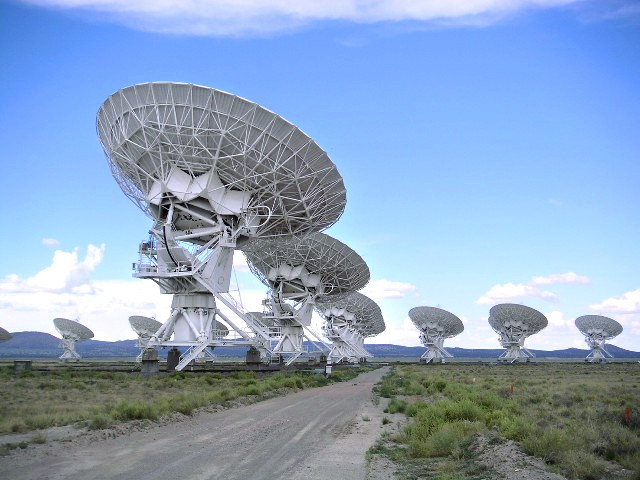
O Very Large Array do Novo México.

Uma vez determinada aproximadamente a posição da erupção de raios gama, Enrico Costa, da equipa do BeppoSAX, entrou em contato com Dale Frail, que então trabalhava no Very Large Array (pertencente ao National Radio Astronomy Observatory) do Novo México, Estados Unidos. Frail começou a observar a erupção  a um comprimento de onda de 20 centímetros às 01:30 UTC, menos de quatro horas depois da descoberta. Enquanto preparava as suas observações, Frail comunicou com Stanislav Djorgovski, que trabalhava no telescópio Hale. Djorgovski comparou imediatamente as suas imagens da região com outras mais antigas procedentes do Digitized Sky Survey, mas não encontrou novas fontes de luz na zona assinalada pela equipa italiana. Mark Metzger, colega de Djorgovski no observatório de Caltech, efetuou uma análise mais exaustiva dos dados, mas também não foi capaz de identificar novas fontes de radiação no espectro visível.
Djorgovski observou de novo a região a tarde seguinte, comparando as imagens dos dias, mas na zona aproximada indicada pelos astrônomos de BeppoSAX não aparecia nenhum objeto que diminuísse a sua luminosidade entre 8 e 9 de maio. Metzger captou um objeto que aumentara a sua luminosidade, mas assumiu que se tratava de uma estrela variável, não de uma erupção  de raios gama. Titus Galama e Paul Groot, membros de uma equipa de pesquisa em Amsterdã dirigido por Jan van Paradijs, compararam as imagens tomadas pelo observatório WIYN a  8 de maio e pelo telescópio William Herschel o dia 9. Também não puderam encontrar nenhuma fonte de luz que decrescesse nessas datas.
Após descobrir a luminosidade latente do nova erupção , a equipa de BeppoSAX continuou trabalhando numa melhor localização da origem, até que o objeto que Metzger considerara uma estrela variável caiu dentro do pequeno intervalo de erro proposto pelos descobridores. Enquanto isso, tanto a equipa de Caltech quanto a de Amsterdã eram resistentes a publicar alguma conclusão sobre o achado, a 10 de maio Howard Bond do Space Telescope Science Institute publicou as suas próprias observações, que depois se confirmaram como parte da luminosidade visível derivada da erupção .

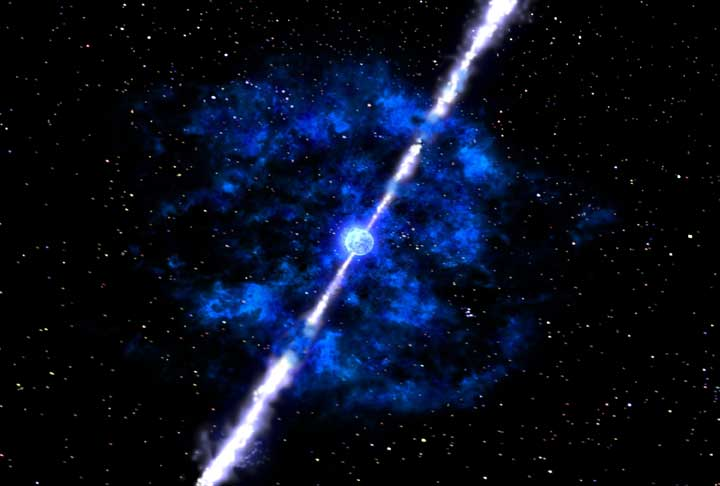
Impressão artística de uma erupção de raios gama.

A noite entre 10 e 11 de maio de 1997 um dos companheiros de Metzger, Charles Steidel, registrou o espectro do objeto variável no observatório W. M. Keck. Enviou os dados a Metzger que, após identificar um sistema de raias de absorção associadas ao magnésio e o ferro, determinou um desvio para o vermelho do objeto de z = 0,8349 ± 0,0002, que indica que a luz da erupção  foi absorvida parcialmente por matéria a aproximadamente 6 mil milhões de anos luz da Terra. Embora nestas medidas não se determinasse o desvio para o vermelho do própria erupção, a matéria absorvente devia estar obrigatoriamente localizada entre a origem e a Terra, pelo qual o evento acontecera, pelo menos, a essa distância.
Devido à ausência de florestas Lyman-alfa no espectro, efeito da absorção pelas nuvens de hidrogênio neutro que se encontram entre a Terra e o objeto, o desvio para o vermelho aumentou até z = 2,3, enquanto na ulterior pesquisa de Daniel E. Reichart, da Universidade de Chicago, propôs-se uma z {\displaystyle \approx } 1,09. Esta foi a primeira oportunidade na que os cientistas puderam medir o desvio para o vermelho de uma erupção  de raios gama. Também se obtiveram numerosos espectros visíveis no observatório de Calar Alto, na Espanha, em comprimentos de onda de 4.300–7.100 Å (430–710 nm) e 3.500–8 000 Å (350–800 nm), mas não foram identificadas linhas de emissão.
A 13 de maio, cinco dias depois da primeira detecção de GRB 970508, Frail voltou a observar a zona de emissão mediante o Very Large Array, a comprimentos de onda de 3,5 cm, localizando imediatamente um forte sinal espectroscópica. Após 24 horas, a sinal a 3,5 cm tornou-se significativamente mais forte, além de aparecerem novas sinais a 6 e 21 cm de comprimento de onda. Era primeira observação confirmada de emissão de radiofrequências por uma erupção  de raios gama.
Ao longo do seguinte mês, Frail observou que a emissão de radiofrequências flutuava cada dia, mas crescia a média. As flutuações não ocorriam simultaneamente em todos os comprimentos de onda observados, fato explicado por Jeremy Goodman da Universidade de Princeton como o resultado da curvatura nas ondas de rádio produzida pela sua viagem através do plasma interestelar da Via Láctea. Esses "lampejos" de ondas de rádio (variações rápidas na luminosidade de um objeto, neste caso na radiofrequência) ocorrem somente quando a fonte tem um diâmetro aparente de menos de 3 microssegundos de arco.

## Características

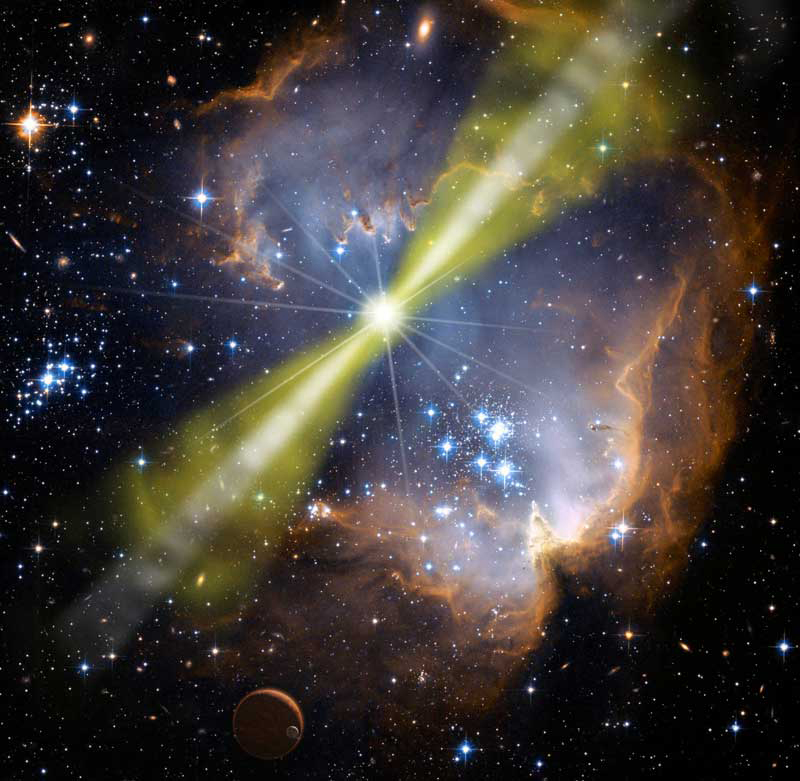
Ilustração artística de uma erupção de raios gama numa zona de formação de estrelas (GRB 080319B). A energia da explosão concentra-se em dois feixes estreitos e de sentido oposto.

O monitor de erupção s de raios gama de BeppoSAX, operando numa categoria de energia de 40–700 keV, registrou um fluxo luminoso de (1,85 ± 0,3) × 10−6 erg/cm² (1,85 ± 0,3 nJ/m²), enquanto a sua câmara de campo largo (2–26 keV) captou um fluxo de (0,7 ± 0,1) × 10−6 erg/cm² (0,7 ± 0,1 nJ/m²). Finalmente, o BATSE (20–1000 keV) registrou um fluxo de (3,1 ± 0,2) × 10−6 erg/cm² (3,1 ± 0,2 nJ/m²).
Aproximadamente cinco horas depois da erupção , a magnitude aparente do objeto, uma medida logarítmica do seu brilho, na que os valores altos indicam opacidade, foi de 20,3 ± 0,3 na faixa O do sistema fotométrico, correspondente à região ultravioleta do espectro  (365 nm - 66 nm). A luminosidade posterior alcançou o seu máximo em ambas as faixas aproximadamente dois dias depois da primeira detecção da erupção  (19,6 ± 0,3 na faixa O às 02:13 UTC de 11 de maio, e 19,8 ± 0,2 na faixa R, correspondente ao vermelho (658 nm - 138 nm), às 20:55 UTC do dia anterior.
JamesE. Rhoads, astrônomo no Observatório Nacional de Kitt Peak, também analisou a erupção , chegando à conclusão de que não estava fortemente colimada em forma de raio de luz. Posteriores análises realizadas por Frail e a sua equipa indicaram que a energia total liberta pela erupção  fora de aproximadamente 5×1050 erg (5×1043 J), sendo a energia correspondente a raios gama, segundo medidas de Rhoads, de aproximadamente 3×1050 erg (3×1043 J). Estes cálculos indicam que os raios gama e a energia cinética emitidos pela erupção  eram comparáveis, fato que parece descartar os modelos de GRB que postulam a relativa ineficiência na produção de raios gama destes fenômenos astronômicos.

## Modelo de emissão e escala de distância
Até a descoberta de GRB 970508 não se tinha chegado a um consenso, entre a comunidade astronômica, a respeito da localização da origem e distância das erupções de raios gama. Se bem que a aparente distribuição isotrópica das erupções sugestiona que não ocorriam dentro da Via Láctea, alguns astrônomos postularam que aconteciam dentro do halo esferoidal da nossa galáxia, indicando que as erupções são apenas visíveis porque não são altamente energéticas. A outra teoria possível baseia-se em que as erupções ocorrem em outras galáxias, situadas a distâncias cosmológicas, e podem ser detectadas por ser extremamente energéticas.
A medição da distância e os cálculos da energia total de GRB 970508 parecem apoiar inequivocamente esta última teoria, que se viu confirmada com a descoberta da galáxia anfitrioa de outra erupção  similar, GRB 970228. Em poucos meses, a controvérsia a respeito da distância das erupções terminou: são eventos extragaláticos originados dentro de galáxias apenas perceptíveis situadas a enormes distâncias. Um ano depois, em abril de 1998, a erupção  GRB 980425 foi seguido por uma brilhante supernova (SN 1998bw), fato que indica uma clara conexão entre as erupções de raios gama e as mortes de estrelas massivas.

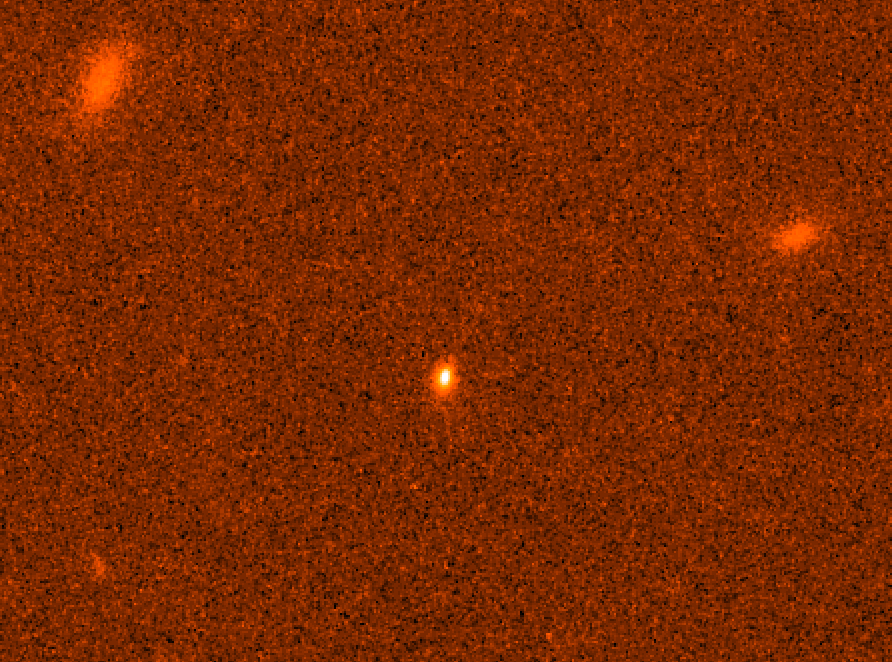
Imagem da galáxia de origem de GRB 970508 tomada em agosto de 1998.

Ao longo do mês de maio de 1997 os lampejos de radiofrequência foram-se tornando paulatinamente mais fracos até cessarem. Este fato implica que o tamanho da fonte de emissão se expandiu significativamente no intervalo de tempo entre a detecção e a extinção da erupção . Utilizando a distância conhecida à origem da erupção  e do tempo transcorrido antes do fim dos lampejos, Dale Frail calculou que a fonte se expandira a uma velocidade próxima à da luz. Esta foi a primeira evidência da possível existência de explosiões relativistas.

## Galáxia de origem
A luminosidade residual de GRB 970508 alcançou o seu máximo 19,82 dias depois da detecção da erupção. Após isso, foi-se atenuando seguindo um declive potencial durante uns 100 dias. Depois desapareceu totalmente a emissão de ondas, revelando o anfitrião da erupção, uma galáxia anã num processo ativo de formação de estrelas com uma magnitude aparente de V = 25,4 ± 0,15. Para a galáxia foi utilizado um modelo teórico no qual o brilho superficial se reduz exponencialmente, desde o centro para o exterior dela, em forma de disco exponencial de elipticidade 0,70 ± 0,07. O desvio para o vermelho da luminosidade latente de GRB 970508 calculou-se em z = 0,835, correspondente a um z da galáxia anfitrioa de 0,83, o qual sugestiona que, ao contrário de erupções observadas anteriormente, GRB 970508 pôde estar associado a um núcleo galáctico ativo.